# I fonissa
I fonissa (griechisch Η φόνισσα, ‚Die Mörderin‘) ist eine Oper in zwei Akten von Giorgos Koumendakis mit einem Libretto von Giannis Svolos nach der Novelle Die Mörderin von Alexandros Papadiamantis. Die Uraufführung fand am 19. November 2014 im Alexandra-Trianti-Saal des Megaro Mousikis in Athen statt.

## Handlung

### Erster Akt
Die Handlung der Oper spielt auf der griechischen Insel Skiathos im nordwestlichen Teil des Ägäischen Meeres. Hauptfigur ist die alte Hebamme Chadoula, die als Witwe des Taugenichts’ Giannis Frangos auch „Frangogiannou“ genannt wird. Als ihre Tochter Delcharo ihr eines Abends die kranke neugeborene Enkelin anvertraut, glaubt Chadoula, diese werde für andere wie für sich selbst nur eine Last sein. Während sie das Kind in den Schlaf wiegt, kommt ihr der Gedanke, es wäre wohl das beste, solche Kinder gleich bei der Geburt zu töten. Manche Mütter hätten vier, fünf oder sogar sechs Mädchen, die verheiratet und mit einer Mitgift ausgestattet werden müssten, obwohl sie selbst kaum genug zu essen hätten. Beunruhigt kehrt Chadoulas Tochter zurück. Sie hat vom Tod ihres Kindes und von einem schwarzen Mal an der Hand ihrer Mutter geträumt. Chadoula beruhigt sie und schickt sie fort. Dann denkt sie an ihre anderen Töchter Amersa und Krinio, denen sie weder eine Mitgift noch Hoffnung auf ein besseres Leben verschaffen kann. Beiläufig greift sie in die Wiege und erwürgt ihre Enkelin. Als Delcharo zurückkehrt, meint Chadoula, das Kind habe endlich Frieden gefunden. Ihre Tochter erkennt jedoch schnell die Wahrheit. Sie und ihr Mann trauern. Der herbeigerufene Arzt verkündet, das Kind sei an einem Hustenanfall gestorben.
Chadoula denkt über ihre Tat nach. Da sie sich nicht für würdig hält, eine Kapelle zu betreten, sucht sie Vergebung beim Heiligen Johannes. Sie bittet diesen um ein Zeichen, dass sie richtig gehandelt habe. Die Töchter des Gärtners Giannis Perivolas spielen in der Nähe. Ihr Vater warnt sie davor, sich dem Wasserbecken zu nähern. Dass diese Mädchen noch immer leben, interpretiert Chadoula als das ersehnte Zeichen. Sie bildet sich ein, es wäre eine Erlösung für die Mutter, wenn die Kinder ertränken. Ihre Tochter bringt Schmutzwäsche, die sie mit Chadoula zusammen reinigt. Weitere Waschfrauen kommen hinzu. Nachdem die Arbeit beendet ist und die anderen Frauen gegangen sind, geht Chadoula zu den beiden noch immer am Becken spielenden Mädchen und stößt sie hinein. Der Gärtner und seine Frau trauern um ihre toten Kinder.

### Zweiter Akt
Bei der Untersuchung der Todesfälle befragen die zuständigen Polizisten auch Chadoula. Sie behauptet, sie hätte in der Nähe gewaschen, während sie auf ihre Tochter Krinio wartete, die Essen holen wollte. Die beiden Mädchen seien beim Streit um ein Angelgestell in das Becken gefallen. Sie habe um Hilfe gerufen, sie aber nicht selbst herausziehen können. Krinio bestätigt diese Aussage und ergänzt, dass ihre Mutter anschließend die toten Mädchen aus dem Wasser geholt habe. Vier Frauen beklagen die Todesfälle.
Kurz darauf gibt es einen weiteren Todesfall: Die kleine Xenoula ist in einem Brunnen ertrunken. Bei der Polizei kommen Zweifel an Chadoulas Aussage auf, die sich auch in diesem Fall in der Nähe aufgehalten hatte. Sie soll erneut verhört werden. Ihrer Tochter Delcharo gegenüber leugnet Chadoula weiterhin, die Taten begangen zu haben. Von ihrer Nichte Marouso erfährt sie, dass die Polizei nach ihr suche. Chadoula hat Marouso einst bei einer Abtreibung geholfen. Sie kann sich deshalb vorerst in ihrem Haus versteckt halten. Anschließend will sie sich in die Hügel begeben, die sie seit ihrer Kindheit kennt. In einer Vision erlebt Chadoula ihre Hochzeit mit Giannis noch einmal und begegnet ihrer Mutter. Sie kann rechtzeitig vor Eintreffen der Polizei entkommen und will zum Eremiten Ioasaf fliehen. Dessen Einsiedelei befindet sich auf einem Felsen im Meer in der Nähe der Küste. Die Polizisten sind ihr dicht auf den Fersen. Da sie keinen anderen Fluchtweg sieht, stürzt sie sich ins Meer. An Land erkennt sie die Gegend, die man ihrem Mann einst als Mitgift gegeben hat. Sie ertrinkt auf dem Weg zum Felsen, „zwischen göttlicher und menschlicher Gerechtigkeit“.

## Gestaltung

### Orchester
Die Orchesterbesetzung der Oper umfasst die folgenden Instrumente:
- Holzbläser: Piccoloflöte, Flöte, zwei Oboen, Klarinette in B, Bassklarinette in B, Fagott, Kontrafagott
- Blechbläser: vier Hörner, zwei Trompeten, zwei Posaunen
- Schlagzeug (ein Spieler)
- Streicher
- Bühnenmusik:[2] Bajan, Saxophon, Schlagzeug (ein Spieler)

### Musik
Die zentrale Figur der Oper ist die „Mörderin“ Chadoula, deren Schritten die Oper minutiös folgt, um ihren Geisteszustand darzustellen. Es handelt sich im Grunde um einen durchgängigen inneren Monolog oder ein Monodrama. Aufgrund ihrer ständigen Anwesenheit auf der Bühne benötigt ihre Darstellerin daher ein ungewöhnlich hohes Durchhaltevermögen. Das äußere Geschehen wird ansonsten aus emotionaler Distanz betrachtet.
Die Musik ist gemäßigt modern. Neben dem großen Orchester und den drei Bühnenmusikern sind vier verschiedene Chor-Ensembles erforderlich: ein Männerchor, ein Frauenchor, ein Kinderchor und ein Polyphonie-Quartett aus vier Frauenstimmen. Sie haben unterschiedliche Funktionen. Der Männerchor übernimmt im Hintergrund der Bühne den Bordun, ähnlich wie in der Byzantinischen Musik. Der Frauenchor spielt das tägliche Leben wider. Das kleine Vokalensemble singt archaische Begräbnisgesänge (Miroloi). Dem Kinderchor ist die Aufgabe zugewiesen, Chadoulas kriminelle Gefühle anzustacheln.

## Werkgeschichte
Die Oper The Murderess des 1969 auf Kreta geborenen griechischen Komponisten Giorgos Koumendakis entstand im Auftrag der Griechischen Nationaloper, deren künstlerische Leitung Koumendakis seit 2017 innehat. Das Libretto verfasste Giannis Svolos. Es basiert auf der 1903 erschienenen Novelle Die Mörderin von Alexandros Papadiamantis, die zu den der wichtigsten Prosawerke der neugriechischen Literatur gehört. Svolos selbst schlug Koumendakis dieses Sujet vor. Die Handlung dieser Literaturoper entspricht derjenigen der Vorlage, konzentriert sich aber auf die wesentlichen Inhalte und besonders auf die Titelfigur der „Mörderin“. The Murderess war nach mehreren Jahrzehnten die erste Eigenproduktion der Griechischen Nationaloper. Es ist die erste griechische Oper, deren Handlung nicht in der Antike verwurzelt ist. Koumendakis arbeitete nach eigener Aussage drei Jahre an der Komposition und versuchte lange Zeit vergeblich, „der Hauptfigur, der Mörderin, ein Gesicht zu geben“, bis er „die Lösung in der Musik“ fand.
Die Uraufführung fand am 19. November 2014 unter der musikalischen Leitung von Vassilis Christopoulos im Alexandra-Trianti-Saal des Megaro Mousikis in Athen statt. Regie führte Alexandros Efklidis. Die Bühnenbilder stammten von Petros Touloudis, die Kostüme von Petros Touloudis und Ioanna Tsami, das Lichtdesign von Vinicio Cheli. Die Darsteller waren Irini Tsirakidou (Frangogiannou), Elena Kelessidi (Marouso), Tassos Apostolou (Ioasaf), Georgia Eliopoulos (Delcharo), Kostis Rasidakis (Giannis Perivolas), Ines Zikou (Giannou und Amersa), Evdokia Hadjioannou (Xenoulas Mutter), Nikos Stefanou (Polizist 1), Vangelis Maniatis (Richter und Konstandis), Dimitris Nalbantis (Polizist 2), Niki Chaziraki (Krinio), Vassia Zacharopoulou (Toula), Theodora Baka (Myrsouda) und Dionyssis Tsantinis (Arzt). Es folgten zunächst drei weitere Aufführungen.
Die Produktion war einer der größten Erfolge des Komponisten. Sie wurde im April 2016 erneut im Megaro gezeigt. Anlässlich des 200. Jahrestags der Griechischen Revolution wurde das Werk erneut gezeigt, diesmal in der 2017 eröffneten „Stavros Niarchos“-Halle. Die Titelrolle übernahm jetzt Mary-Ellen Nesi. Ein Videomitschnitt wurde vom französischen Fernsehsender Mezzo TV übertragen.

## Aufnahmen
- 3. Dezember 2021 – Vassilis Christopoulos (Dirigent), Alexandros Efklidis (Regie), Orchester, Chor und Kinderchor der Griechischen Nationaloper.
 Mary-Ellen Nesi (Frangogiannou), Anna Stylianaki (Marouso), Tassos Apostolou (Ioasaf), Myrto Bokolini (Delcharo), Vangelis Maniatis (Giannis Perivolas), Sophia Kyanidou (Giannou), Fylli Georgiadou (Xenoulas Mutter), Yannis Christopoulos (Polizist 1), Yanni Yannissis (Richter), Nicholas Stefanou (Polizist 2), Marilena Striftobola (Krinio), Stelina Apostolopoulou (Toula), Miranda Makrynioti (Myrsouda), Georgios Papadimitriou (Arzt), Maria Konstanta (Amersa), Angelos Nerantzis (Konstandis).
 Video; live aus der Stavros Niarchos Halle; Produktion der Griechischen Nationaloper.
 Fernsehübertragung auf Mezzo TV.[9]